# Josef Landes
Josef Landes (* 23. Mai 1841 in Etting; † 10. Juli 1919 in Kaufbeuren) war katholischer Geistlicher und Mitglied des Deutschen Reichstags.

## Leben
Nach dem Abitur am Wilhelmsgymnasium München studierte Landes von 1861 bis 1865 Theologie in München. Zwischen 1865 und 1868 war er Kaplan in Murnau und Benediktbeuern und von 1868 bis 1870 bischöflicher Seminar-Präfekt in Dillingen. Während des Deutsch-Französischen Kriegs und der anschließenden Besatzungszeit bis alle Reparationen gezahlt waren, von 1870 bis 1873 war er Feldkaplan bei der Königlich Bayerischen 2. Armeedivision in Frankreich und anschließend bis 1882 Stadtkaplan in Kempten. 1873 gründete er in Kempten die Marienanstalt für Fabrikarbeiterinnen und arbeitslose Mädchen. 1882 wurde er Stadtpfarrer in Kaufbeuren.
Dort gründete er eine Kinderkollegkasse (1884), eine Krankenstiftung (1887), eine Lehrlingsheimkasse (1892) und die St. Antoniuskasse für Kinder und Kranke (1899), sowie mehrere Stiftungen. Er war Geistlicher Rat, Dekan, päpstlicher Ehrenkämmerer und wurde zum Ehrenbürger von Kaufbeuren ernannt. Im Dezember 1918 setzte er sich zur Ruhe.
Von 1890 bis 1893 war er Mitglied des Deutschen Reichstags für den Wahlkreis Schwaben 6 (Immenstadt, Sonthofen, Kempten, Lindau) und die Deutsche Zentrumspartei.
In Kaufbeuren sind die Josef-Landes-Schule und eine Straße nach ihm benannt, in Kempten das Josef-Landes-Haus, ein Senioren-Wohnheim, das auf eine von ihm gegründete Einrichtung zurückgeht.

## Auszeichnungen
- Ludwigsorden (Königreich Bayern)
- Kriegsdenkmünze 1870/71 in Stahl für Nichtkombattanten (Deutsches Reich)
- Militärverdienstorden Ritterkreuz II. Klasse (Königreich Bayern)
- König Ludwig-Kreuz (Königreich Bayern)
- Centenarmedaille (Deutsches Reich)